# Алтиагаджський національний парк
Алтиагаджскій національний парк (азерб. Altıağac Milli Parkı) — створений в 2004 році на адміністративній території Хизинського і Сіазанського районів Азербайджана. Загальна площа парку становить 11,035 гектара (110.35 км²).

## Флора та фауна
Основні види дерев складають дуб, граб кавказький, бук східний, ясен звичайний, клен та інші. 
На території парку мешкають сарна європейська, ведмідь бурий, свиня дика, рись євразійська, ракун звичайний, лисиця руда, заєць сірий, вивірка (перська?), вовк та інші.